# 社本鋭郎
社本 鋭郎（しゃもと えつろう、1901年〈明治34年〉3月20日 - 1982年〈昭和57年〉）は、日本の実業家、政治家。初代大口町長。
愛知県議会議員（3期）、大口村長、大口村議会議員などを歴任した。福玉精麦（現・福玉精穀倉庫）代表取締役社長。

## 来歴
1947年（昭和22年）から大口村議員を1期務める。1951年（昭和26年）に大口村長となる。1962年（昭和37年）には町制施行により初代大口町長となる。町長としての在職は1962年（昭和37年）4月から1963年（昭和38年）4月。1963年（昭和38年）から1975年（昭和50年）までは愛知県議を3期12年にわたり務めた。
1975年（昭和50年）9月、大口町名誉町民条例が制定され、1977年（昭和52年）4月1日、長年の功績を称え名誉町民が授与された。これは名誉町民第1号となる。
このほか、大口町土地改良区理事長を任される。

## 業績

### 桜の植樹

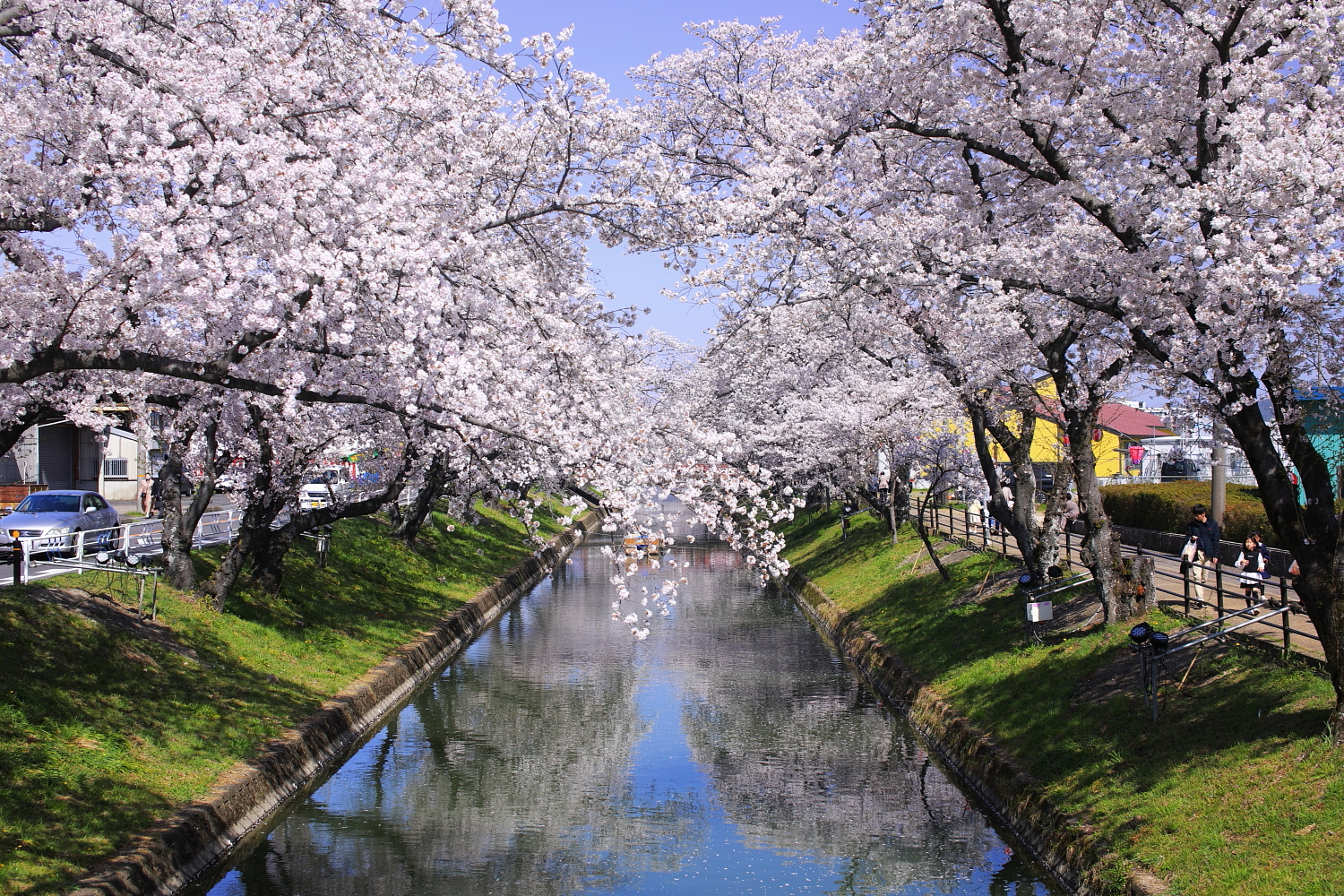
平和橋上より五条川を望む。

大口村は南北で対立意識があったといい、村長として村の一体感を醸成するため、村の中心を流れる五条川堤防への桜の植樹を思いつき、実行する。河川を管理する国当局の反対をねじ伏せ、私財により購入した桜の苗木を1952年（昭和27年）に植えた。現在は大口町の花として「桜」が制定されるほどのシンボルともなっているほか、五条川の桜並木は日本さくら名所100選にも選ばれている。
また、「おおぐち観鋭桜」という桜の品種に名を残す。大口町の古来種である諏訪神社のエドヒガンの冬芽をクローン培養技術により育てた桜で、五条川堤の桜並木の生みの親である社本に敬意を表し、2016年（平成28年）11月に公募により決定し、2018年（平成30年）3月に商標登録された。

### 工場誘致
社本の就任時、大口村は純農村であり、財政の悪さから周辺の自治体から合併を謝絶されたことから、単独で発展させる道を選んだ。1956年（昭和31年）には民成紡績（現・トヨタ紡織）の工場が操業を開始。町は1963年（昭和38年）9月に工場誘致条例を制定し、以降1966年（昭和41年）4月の条例廃止までに70件ほどの企業誘致に成功した。以降、町内にはリンナイ・東海理化・兼房・ヤマザキマザック・日吉鋳工などの多くの企業が拠点を置くようになったことから、1981年（昭和56年）以降、地方交付税不交付団体となっている

## 家族
- 次男 - 宮明（福玉精穀倉庫会長）[2]
- 孫 - 光永（福玉精穀倉庫社長）[2]